# Plan de bandas
El plan de bandas es la manera en la cual se distribuye el interior de cada banda de radioaficionados, según las Clases de emisión. A diferencia de los límites de las bandas, que son obligatorios, los planes de bandas son sugerencias de la IARU, la Unión Internacional de Radioaficionados.
Algunos países pueden tener más de un plan de bandas. Francia tiene tres:
- uno en Región 1 para los departamentos metropolitanos,
- otro en Región 2 para los departamentos de Martinica, Guadalupe y Guyana,
- otro en Región 3 para los territorios de ultramar en el Pacífico.

Los planes de banda cambian frecuentemente, según la evolución de la legislación de cada país. El plan de bandas al día para España puede encontrarse en el sitio de la URE (Unión de Radioaficionados Españoles).

## Plan de bandas español en 2005
Este es un ejemplo simplificado de plan de bandas que estaba en vigor en 2005 para un país de la Región 1 (España). Los comentarios modificadores de este plan de bandas han sido suprimidos para aumentar la claridad.
Nota: los radioaficionados de otros países deben consultar a la asociación de radioaficionados local para saber cuál es el plan de bandas aplicable en sus respectivos países.

### Bandas HF de 1,8 a 29,7 MHz

#### Banda de 160m
```
1.830 - 1.838	CW
1.838 - 1.840	Modos digitales salvo radiopaquete, CW
1.840 - 1.842	Modos digitales salvo radiopaquete, fonía, CW
1.842 - 1.850	Fonía, CW
```

#### Banda de 80m
```
3.500 - 3.510	DX intercontinental CW
3.500 - 3.560	CW, segmento para concursos CW
3.560 - 3.580	CW 
3.580 - 3.590	Modos digitales, CW
3.590 - 3.600	Modos digitales (radiopaquete), CW
3.600 - 3.620	Fonía, modos digitales, CW
3.600 - 3.650	Fonía, segmento concursos fonía, CW
3.650 - 3.775	Fonía, CW
3.700 - 3.800	Fonía, segmento concursos fonía, CW
3.730 - 3.740	SSTV y fax, fonía, CW
3.775 - 3.800	DX intercontinental fonía, CW
```

#### Banda de 40m
```
7.000 - 7.035	CW sólo
7.035 - 7.040	Modos digitales salvo radiopaquete, SSTV, fax, CW
7.040 - 7.045	Modos  digitales salvo radiopaquete, SSTV, fax, fonía, CW
7.050 - 7.100	Fonía
7.100 - 7.200      Fonía.
```

#### Banda de 30m
```
10.100 - 10.140	CW
10.140 - 10.150	Modos digitales salvo radiopaquete, CW
```

#### Banda de 20m
```
14.000 - 14.070	CW 
14.000 - 14.060	CW, segmento para concursos CW
14.070 - 14.089	Modos digitales, CW
14.089 - 14.099	Modos digitales no automáticos, CW
14.099 - 14.101	IBP - Proyecto Internacional de Balizas 
14.101 - 14.112	Modos digitales (almacenamiento y envío), fonía, CW
14.112 - 14.125	Fonía, CW
14.125 - 14.300	Fonía, segmento concursos fonía, CW
14.230	                Frecuencia de llamada en SSTV y fax
14.300 - 14.350	Fonía,CW
```

#### Banda de 17m
```
18.068 - 18.100	CW 
18.100 - 18.109	Modos digitales, CW
18.109 - 18.111	IBP - Proyecto Internacional de Balizas 	
18.111 - 18.168	Fonía, CW
```

#### Banda de 15m
```
21.000 - 21.080	CW 
21.080 - 21.100	Modos digitales, CW
21.100 - 21.120	Modos digitales (radiopaquete), CW
21.120 - 21.149	CW 
21.149 - 21.151	IBP - Proyecto Internacional de Balizas 
21.151 - 21.450	Fonía, CW
21.340	                Frecuencia de llamada en SSTV y fax
```

#### Banda de 12m
```
24.890 - 24.920	CW 
24.920 - 24.929	Modos digitales, CW
24.929 - 24.931	IBP - Proyecto Internacional de Balizas
24.931 - 24.990	Fonía, CW
```

#### Banda de 10m
```
28.000 - 28.050        CW 
28.050 - 28.120	Modos digitales, CW
28.120 - 28.150	Modos digitales (radiopaquete), CW
28.150 - 28.190	CW 
28.190 - 28.199	IBP tiempo compartido (regional)
28.199 - 28.201	IBP tiempo compartido (mundial)
28.201 - 28.225	IBP en servicio continuo
28.225 - 29.200	Fonía, CW
28.680 	        Frecuencia de llamada en SSTV y fax
29.200 - 29.300	Modos digitales (radiopaquete NBFM), fonía, CW
29.300 - 29.510	Bajada satélites
29.510 - 29.700	Fonía, CW
```

### Bandas VHF entre 30 y 300 MHz

#### Banda de 6m
```
50.000 - 50.100	CW	
50.020 - 50.080	Balizas
50.090	Centro de actividad en CW
50.100 - 50.500	Todos los modos en banda estrecha
50.100 - 50.130	Llamada intercontinental CW/SSB
50.110	Frecuencia de llamada de DX 	
50.150	Centro de actividad en SSB	
50.185	Centro de actividad en banda cruzada
50.200	Centro de actividad en MS 
50.500 - 52.000	Todos los modos
50.510	SSTV (AFSK)
50.550	Frecuencia de trabajo en fax
50.600	RTTY (FSK)
50.620 - 50.750	Comunicaciones digitales
51.210 - 51.390	Entrada repetidores FM
51.410 - 51.590	FM                                          
51.510	Frecuencia de llamada en FM
51.810 - 51.990	Salida repetidores FM
```

#### Banda de 2m
De 144.000 a 146.000. Uso exclusivo de radioaficionados.
```
144.000 - 144.035	EME (rebote lunar), SSB y CW
144.035 - 144.150	CW	
144.050	Llamada CW       
144.100	MS al azar en CW             	
144.140 - 144.150	Actividad FAI y EME CW
144.150 - 144.400	SSB		
144.150 - 144.160	Actividad FAI y EME SSB
144.195 - 144.205	MS al azar en SSB           
144.300	Llamada SSB
144.390 - 144.400	MS al azar en SSB                 
144.400 - 144.490	Balizas	
144.490 - 144.500	Banda de protección
144.500 -144.800	Todos los modos	
144.500	Llamada SSTV
144.525	Respuesta ATV SSB
144.600	Llamada RTTY                       
144.610	Centro de actividad PSK31
144.700	Llamada fax
144.750	Llamada y respuesta ATV
144.800 - 144.990	Comunicaciones digitales
144.994 - 145.1935	Entrada repetidores	
145.194 - 145.5935	Canales símplex 	
145.200	Ver nota	
145.300	RTTY local
145.500	Llamada (móvil)
145.594 - 145.7935	Salida repetidores FM 	
145.800 - 146.000	Servicio de satélites           
145.800	Ver nota
```

### Bandas UHF de 300 a 3000 MHz

#### Banda de 70cm
```
430.000 - 431.981	Plan de banda subregional (nacional)	
430.025 - 430.375	Salida repetidores	
430.400 - 430.575	Enlaces de comunicaciones digitales	
430.600 - 430.925	Repetidores digitales	
430.925 - 431.025	Canales multimodo	
431.050 - 431.825	Entrada repetidores	
431.625 - 431.975	Entrada repetidores
432.000 - 432.150	CW 	
432.000 - 432.025	Rebote lunar
432.050	Centro de actividad en CW
432.150 - 432.500	SSB, CW
432.200	Centro de actividad en SSB
432.350	Centro actividad llamada-respuesta
432.500	SSTV (banda estrecha)
432.500 - 432.600	Entrada transpondedores lineales	
432.600	RTTY (FSK/PSK)
432.600 - 432.800	Salida transpondedores lineales	
432.610	Centro de actividad PSK31
432.700	Fax (FSK)
432.800 - 432.990	Balizas	
432.994 - 433.381	Entrada repetidores (frec. canales: 433.000-433.375)	
433.394 - 434.581	Canales símplex (frec. canales: 433.400-433.575)
433.400 	SSTV (FM/AFSK)
433.500	Llamada móvil (FM)
433.600 – 434.000	Todos los modos
433.600	RTTY (AFSK/FM)
433.625 - 433.775	Comunicaciones digitales	
433.700	Fax (FM/AFSK)
434.000	Frecuencia central de experimentos digitales	
434.000 - 434.594	ATV	
434.450 – 434.475	Canales de comunicaciones digitales (como excepción)
434.594 - 435.981	ATV y salida repetidores (canales: 434.600-434.975)		
435.981 - 438.000	ATV y servicio de satélites	
438.000 - 440.000	ATV  y plan de banda subregional (nacional)	
438.025 - 438.175	Comunicaciones digitales	             
438.200 - 438.525	Repetidores digitales	
438.550 - 438.625	Canales multimodo	
438.650 - 439.425	Salida repetidores	
439.800 - 439.975	Enlaces  de comunicaciones digitales
```

#### Banda de 23cm
```
1240.000 – 1243.250	Todos los modos
1240.000 – 1241.000	Comunicaciones digitales
1242.025 – 1242.700	Salida repetidores, canales RS1-RS28
1242.725 – 1243.250	Radiopaquete dúplex, canales RS29 – RS50 
1243.250 – 1260.000	ATV
1258.150 – 1259.350	Salida repetidores, canales R20-R68
1260.000 – 1270.000	Servicio de satélites
1270.000 – 1272.000	Todos los modos
1270.025 – 1270.700	Entrada repetidores, canales RS1-RS28
1270.725 – 1271.250	Radiopaquete dúplex, canales RS29-RS50
1272.000 – 1290.994	ATV
1290.994 – 1291.481	Entrada repetidores FM, canalización a 25 kHz, canales RM0 (1291.000) a RM19 (1291.475)
1291.494 – 1296.000	Todos los modos
1293.150 – 1294.350	Entrada repetidores, canales R20 – R68.
1296.000 – 1296.150	Telegrafía 	
1296.000 - 1296.025	Rebote lunar
1296.150 – 1296.800	Telegrafía /SSB
1296.200	Centro actividad en banda estrecha
1296.400 – 1296.600	Entrada de transpondedores lineales
1296.500	SSTV
1296.600	RTTY
1296.700	FAX
1296.600 – 1296.800	Salida de transpondedores lineales
1296.800 – 1296.994	Balizas en exclusiva 	
1296.994 – 1297.481	Salida repetidores FM, canales RM0 – RM19	
1297.494 – 1297.981	FM banda estrecha, canales símplex SM20 – SM39	
1297.500	Centro de actividad en FM banda estrecha
1298.000 – 1300.000	Todos los modos
1298.025 – 1298.500	Salida repetidores, canales RS1 – RS28
1298.500 – 1300.000	Comunicaciones digitales
1298.725 – 1299.000	Radiopaquete dúplex, canales RS29 – RS40
```

- Datos: Q11100061